# ATP Praga 1973
L'ATP Praga 1973 è stato un torneo di tennis giocato sulla terra rossa. È stata la 1ª edizione del torneo che fa parte del Commercial Union Assurance Grand Prix 1973. Si è giocato a Praga in Cecoslovacchia dal 22 al 28 ottobre 1973.

## Campioni

### Singolare
Jiří Hřebec ha battuto in finale  Jan Kodeš con il punteggio di 4–6 6–1 3–6 6–0 7–5

### Doppio
Jan Kodeš /  Vladimír Zedník hanno battuto in finale  Robert Machan /  Balázs Taróczy con il punteggio di 6–3, 7–6